# Hardwick (South Cambridgeshire)
Hardwick – wieś w Anglii, w hrabstwie Cambridgeshire, w dystrykcie South Cambridgeshire. Leży 8 km na zachód od miasta Cambridge i 79 km na północ od Londynu.